# Salvador Pineda
Salvador Pineda (Chuparosa, 12 febbraio 1952) è un attore messicano.

## Biografia
Pineda è apparso in molte telenovelas di successo come Mariana il diritto di nascere, Cuore di pietra e Maddalena; l'ultimo suo lavoro visto in Italia è Esmeralda nel ruolo del Dott. Lucio Malaver
Per alcuni anni è stato sentimentalmente legato a Mayra Alejandra, che l'ha reso padre di un maschio, Aaron Salvador. Il ragazzo è tuttavia quasi sempre vissuto con la madre.

## Filmografia

### Cinema
- Los triunfadores, regia di Javier Durán (1978)
- A fuego lento, regia di Juan Ibáñez (1980)
- Las apariencias engañan, regia di Jaime Humberto Hermosillo (1983)
- Nocaut, regia di José Luis García Agraz (1984)
- La casa que arde de noche, regia di René Cardona Jr. (1985)
- Chiquita pero picosa, regia di Julián Pastor (1986)
- Uccelli 2 - La paura (El ataque de los pájaros), regia di René Cardona Jr. (1987)
- Error mortal, regia di Aurora Martínez (1990)
- Furia de venganza, regia di José Medina (1991)
- Dos cruces en el ocaso, regia di José Medina (1991)
- Perros de presa, regia di Andrés García (1992)
- Mi destino es la violencia, regia di Rodolfo Lopezreal (1992)
- La venganza de Camarena, regia di José David Agrasánchez e Rosalinda Ángel (1992)
- En la mira del odio, regia di Víctor Ugalde (1992)
- Perseguido, regia di Roberto Schlosser (1993)
- La perra de la frontera, regia di Roberto Schlosser (1993)
- Yo no necesito claves, regia di Gilberto de Anda (1997)
- Tormenta de muerte, regia di Gilberto de Anda (1997)
- Operativo Camaleon, regia di José Medina (1997)
- El gato de la sierra, regia di Gilberto de Anda (1997)
- Dos colombianos, regia di Alejandro Todd (1997)
- Cruzando el Rio Bravo: Frontera asesina, regia di Alejandro Todd (1997)
- Naked Lies, regia di Ralph E. Portillo (1998)
- La marca del Alacrán (El Hombre de Medellin IV), regia di Fernando Durán Rojas (1998)
- Las novias del traficante, regia di Román Hernández (1999)
- La captura del capo, regia di Gilberto de Anda (1999)
- El mensajero del miedo, regia di Gilberto de Anda (1999)
- El jardinero, regia di Enrique Murillo (1999)
- Tres reos, regia di Roberto Flores (2000)
- El error del comandante, regia di Enrique Murillo (2001)
- Las muertas de Juárez, regia di Enrique Murillo (2002)
- La banda de los tanditos, regia di Christian González (2002)
- La migra, regia di Juan Frausto (2005)
- Un brillante propósito, regia di René Cardona III (2009)
- El diario de una prostituta, regia di Christian González (2013)

### Televisione
- Rina – serie TV (1977)
- Rosalia – serie TV (1978)
- Ladronzuela – serie TV, 30 episodi (1978)
- Lágrimas negras – serie TV, episodi 1x1-1x2-1x3 (1979)
- J.J. Juez – serie TV, episodi 1x1-1x2-1x3 (1979)
- Colorina – serie TV, episodi 1x1-1x2-1x3 (1980)
- Mariana, il diritto di nascere (El derecho de nacer) – serie TV (1981)
- Soledad – serie TV, 267 episodi (1980-1981)
- Bianca Vidal – serie TV, 105 episodi (1982)
- Coralito – serie TV, episodi 1x1-1x2-1x3 (1983)
- Cuore di pietra (Tú o nadie) – serie TV, 119 episodi (1985)
- Cuando vuelvas – serie TV (1985)
- El camino secreto – serie TV, 119 episodi (1986-1987)
- Como la hiedra – serie TV, 100 episodi (1987)
- Gli indomabili (Mi nombre es Coraje) – serie TV, 39 episodi (1988)
- La mia piccola solitudine (Mi pequeña Soledad) – serie TV, 160 episodi (1990)
- El magnate – serie TV, 136 episodi (1990)
- Micaela (1992)
- Maddalena (Marielena) – serie TV, 225 episodi (1992-1993)
- Il segreto della nostra vita (Guadalupe) – serie TV, episodi 1x1-1x2-1x3 (1993)
- Morelia – serie TV, 4 episodi (1995)
- Esmeralda – serie TV, 5 episodi (1997)
- Susana Santiago, regia di Julio Ruiz Llaneza – film TV (1997)
- La mentira – serie TV, 95 episodi (1998)
- El precio de la fama, regia di Julio Ruiz Llaneza – film TV (1998)
- La venganza del cuatrero, regia di Roberto Schlosser – film TV (1999)
- Besos prohibidos – serie TV, 54 episodi (1999)
- Golpe bajo – serie TV, 220 episodi (2000-2001)
- El país de las mujeres – serie TV, episodi 1x1 (2002)
- Cholos vs. Judiciales, regia di Eduardo Martínez – film TV (2002)
- Te amaré en silencio – serie TV, 101 episodi (2003)
- Inocente de ti – serie TV, 130 episodi (2004-2005)
- Pacto Con El Diablo, regia di Manuel Ramirez – film TV (2006)
- La mataviejitas, regia di Christian González – film TV (2006)
- Sangre de gallo, regia di Eduardo Martínez e Alejandro Todd – film TV (2007)
- El Juramento – serie TV, episodi 1x1 (2008)
- Mujeres asesinas – serie TV, episodi 2x5 (2009)
- Corazón salvaje – serie TV, 98 episodi (2009-2010)
- Triunfo del amor – serie TV, 60 episodi (2010-2011)
- Como dice el dicho – serie TV, episodi 2x42 (2012)
- Ritmo, traición y muerte: La cumbia asesina, regia di Christian González – film TV (2012)
- Qué bonito amor – serie TV, 110 episodi (2012-2013)
- Muchacha italiana viene a casarse – serie TV, 136 episodi (2014-2015)
- En tierras salvajes – serie TV, 56 episodi (2017)
- Ay Güey, Chicas Bien – serie TV, 5 episodi (2017)
- Sin miedo a la verdad – serie TV, 9 episodi (2018)
- La casa de las flores – serie TV, episodi 2x2 (2019)

## Teatro
- Doce hombres en pugna (2009)